# (12213) 1981 QN3
(12213) 1981 QN3 est un objet de la ceinture principale d'astéroïdes extérieure découvert en 1981.

## Description
(12213) 1981 QN3 a été découvert le 26 août 1981 à l'observatoire de La Silla, au Chili, par Henri Debehogne.

### Caractéristiques orbitales
L'orbite de cet astéroïde est caractérisée par un demi-grand axe de 3,20 UA, un périhélie de 2,58 UA, une excentricité de 0,19 et une inclinaison de 1,98° par rapport à l'écliptique. Du fait de ces caractéristiques, à savoir un demi-grand axe entre 3,2 et 4,6 UA, il est classé, selon la JPL Small-Body Database, comme objet de la ceinture principale d'astéroïdes extérieure.

### Caractéristiques physiques
(12213) 1981 QN3 a une magnitude absolue (H) de 13,8 et un albédo estimé à 0,331.